# Orthostigma imperator
Orthostigma imperator är en stekelart som beskrevs av Van Achterberg och Ortega 1983. Orthostigma imperator ingår i släktet Orthostigma och familjen bracksteklar. Inga underarter finns listade i Catalogue of Life.